# مجمع البحوث الياباني لتسريع البروتونات

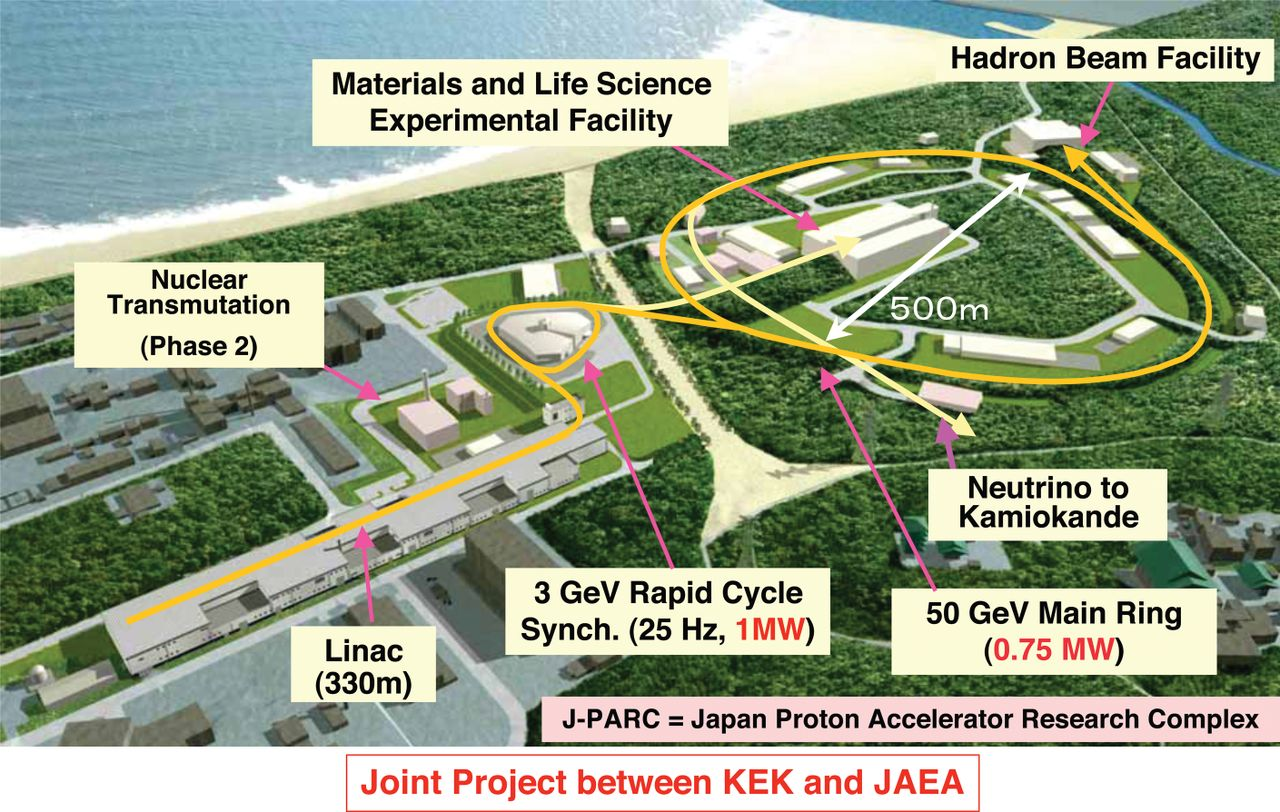

مجمع البحوث الياباني لتسريع البروتونات هو مرفق يعمل على مسرعات البروتونات. وهو أساسًا مشروع مشترك بين شركة كهرباء كوسوفو وجاي ويقع المجمع في حرم توكاي في جاي. ويهدف المشروع للتوسع في علوم المواد، وعلوم الحياة، والطاقة النووية والفيزياء، والجسيمات. ويستخدم المجمع أشعة البروتونات ذات الكثافة العالية لإنشاء كثافة عالية من الحزم الثانوية من النيوترونات، والعفيقنات.